# Élection présidentielle croate de 2009-2010
L’élection présidentielle croate de 2009-2010 (en croate : Hrvatski predsjednički izbori 2009.-2010.) s'est tenue les dimanche 27 décembre 2009 et 10 janvier 2010, afin d'élire le président de la République de Croatie pour un mandat de cinq ans, renouvelable une fois.
Le scrutin a vu la victoire au second tour du candidat social-démocrate Ivo Josipović face au maire de Zagreb et ancien social-démocrate Milan Bandić.

## Contexte
Élu en 2000 et réélu en 2005, le président de la République sortant Stjepan Mesić n'est pas en mesure de briguer un nouveau mandat, conformément aux dispositions de la Constitution. Sous ces deux quinquennats, entamés à la suite de la mort du nationaliste Franjo Tuđman, la Croatie s'est rapprochée de l'Union européenne (UE) et a pris la voie de la démocratisation.
Politiquement, le pays connaît une situation de véritable stabilité politique. Depuis 2003, le chef de l'État de centre-gauche cohabite avec le centre-droit, puisque l'Union démocratique croate (HDZ) dirige le gouvernement. Le SDP constitue la principale force de l'opposition.
Prise dans des scandales de corruption, la HDZ a connu un changement brutal en juillet 2009, lorsque son président Ivo Sanader, Premier ministre depuis décembre 2003, a démissionné brusquement et sans donner de raison officielle. Le parti a choisi pour lui succéder la ministre de la Famille Jadranka Kosor, adversaire malheureuse de Mesić au second tour de la présidentielle de 2005. Au-delà des affaires qui entourent le parti au pouvoir, le pays subit les conséquences de la crise économique mondiale, avec une hausse du chômage et un ralentissement de la croissance.

## Mode de scrutin
Le président de la République de Croatie (en croate : Predsjednik Republike Hrvatske) est élu au suffrage universel direct pour un mandat de cinq ans, renouvelable une seule fois. Au premier tour, est déclaré élu le candidat ayant remporté la majorité absolue des suffrages exprimés.
Si cette situation ne se produit, un second tour est organisé quatorze jours plus tard et voit s'affronter les deux candidats arrivés en tête du premier tour. Est élu celui qui remporte le plus de suffrages. En 1992 et 1997, le chef de l'État a été élu dès le premier tour, contrairement aux scrutins de 2000 et 2005 où il a fallu deux tours pour pourvoir la présidence de la République.
Pour pouvoir se présenter devant les électeurs, tout candidat doit fournir les parrainages d'au moins 10 000 citoyens croates.

## Candidats
Douze candidats, sur les vingt-et-un ayant déposé une candidature, ont été retenus par la commission électorale. Seuls cinq d'entre eux se réclament d'un parti politique.
| Nom | Nom                | Parti       | Remarques                                                                                       |
| --- | ------------------ | ----------- | ----------------------------------------------------------------------------------------------- |
|     | Milan Bandić       | Indépendant | Maire de Zagreb Dissident social-démocrate                                                      |
|     | Andrija Hebrang    | HDZ         | Ancien ministre de la Santé Ancien ministre de la Défense Président du groupe parlementaire HDZ |
|     | Ivo Josipović      | SDP         | Député                                                                                          |
|     | Josip Jurčević     | Indépendant | Universitaire de droite                                                                         |
|     | Damir Kajin        | IDS         | Député                                                                                          |
|     | Boris Mikšić       | Indépendant | Homme d'affaires nationaliste                                                                   |
|     | Dragan Primorac    | Indépendant | Ancien ministre de l'Éducation Dissident conservateur                                           |
|     | Vesna Pusić        | HNS         | Députée                                                                                         |
|     | Vesna Škare-Ožbolt | DC          | Ancienne ministre de la Justice                                                                 |
|     | Miroslav Tuđman    | Indépendant | Fils de Franjo Tuđman                                                                           |
|     | Nadan Vidošević    | Indépendant | Ancien ministre de l'Économie Président de la chambre économique Dissident conservateur         |
|     | Slavko Vukšić      | DSSR        | Ancien député                                                                                   |

## Résultats

### Voix
| Candidat           | Candidat           | Premier tour | Premier tour | Second tour | Second tour |
| Candidat           | Candidat           | Voix         | %            | Voix        | %           |
| ------------------ | ------------------ | ------------ | ------------ | ----------- | ----------- |
|                    | Ivo Josipović      | 640 594      | 32,42 %      | 1 339 385   | 60,26 %     |
|                    | Milan Bandić       | 293 068      | 14,83 %      | 883 222     | 39,74 %     |
|                    | Andrija Hebrang    | 237 998      | 12,04 %      |             |             |
|                    | Nadan Vidošević    | 223 892      | 11,33 %      |             |             |
|                    | Vesna Pusić        | 143 190      | 7,25 %       |             |             |
|                    | Dragan Primorac    | 117 154      | 5,93 %       |             |             |
|                    | Miroslav Tuđman    | 80 784       | 4,09 %       |             |             |
|                    | Damir Kajin        | 76 411       | 3,87 %       |             |             |
|                    | Josip Jurčević     | 54 277       | 2,74 %       |             |             |
|                    | Boris Mikšić       | 41 491       | 2,10 %       |             |             |
|                    | Vesna Škare-Ožbolt | 37 373       | 1,89 %       |             |             |
|                    | Slavko Vukšić      | 8 309        | 0,42 %       |             |             |
| Suffrages exprimés | Suffrages exprimés | 1 954 441    | 98,94 %      | 2 222 607   | 98,64 %     |
| Blancs et nuls     | Blancs et nuls     | 20 890       | 1,06 %       | 30 457      | 1,36 %      |
| Votants            | Votants            | 1 975 909    | 43,96 %      | 2 253 570   | 50,13 %     |